# Divisão Estatística das Nações Unidas
A Divisão Estatística das Nações Unidas (UNSD), subordinado ao Departamento de Assuntos Econômicos e Sociais das Nações Unidas (DESA), serve como o mecanismo central no seio do Secretariado da Organização das Nações Unidas para suprir as necessidades estatísticas e coordenar as atividades do sistema estatístico mundial. A Divisão é supervisionada pela Comissão Estatística das Nações Unidas, criada em 1947, como o ápice da entidade global sistema estatístico e mais alto órgão decisório para coordenar as atividades internacionais de estatística. Reúne os chefes estaticistas dos Estados-membros de todo o mundo.
A Divisão compila e divulga informações estatísticas globais, desenvolve padrões e normas para atividades estatísticas, e apoia países nos esforços para reforçar os seus sistemas estatísticos nacionais.
A Divisão publica regularmente atualizações de dados, incluindo o Anuário Estatístico e Estatísticas Pocketbook Mundial, e livros e relatórios sobre as estatísticas e métodos estatísticos. Muitas das bases de dados da Divisão também estão disponíveis em seu site (ver abaixo), como publicações eletrônicas e arquivos de dados na forma de CD-ROM, disquetes e fitas magnéticas, ou em publicações impressas. UNdata, um novo serviço de dados baseados na Internet, para o usuário da comunidade mundial traz dados estatísticos da ONU, de fácil acesso de usuários através de um balcão único. Os usuários podem pesquisar e baixar uma variedade de recursos estatísticos do sistema das Nações Unidas.
Professor Paul Cheung, um nacional de Singapura, é o atual Diretor da Divisão Estatística das Nações Unidas (UNSD), Departamento de Assuntos Econômicos e Sociais do Secretariado das Nações Unidas. Antes de sua nomeação, o professor Cheung, serviu como, Chefe Estatístico do Governo de Singapura (1991-2004). Nessa função, ele foi o Coordenador Nacional de Estatística, bem como o Diretor Executivo do Departamento de Estatística de Singapura. Ele serviu como Presidente da Associação Internacional de Oficiais Estatísticos, (2001-2003), Presidente do Conselho de Administração, Instituto de Estatística da Ásia e do Pacífico (UN-SIAP), o UNESCAP Comité de Estatística, bem como presidente do Conselho Consultivo Regional do Banco Asiático de Desenvolvimento do Programa de Comparação Internacional da Ásia e do Pacífico.